# أندرو كينغ (أستاذ جامعي)
أندرو كينغ (بالإنجليزية: Andrew R. King)‏ هو عالم فيزياء فلكية بريطاني، ولد في 10 فبراير 1947.